# Иванишев, Александр Григорьевич
Александр Григорьевич Иванишев (9 августа 1883 — 1961, Москва) — российский и советский военный. Участник русско-японской войны и Первой мировой войны.

## Биография
Окончил Казанское реальное и Московское военное училище, в 1903 году вступил в службу.
В 1904—1905 годах участвовал в Русско-японской войне, с 1908 года — поручик, в 1914 — на фронте Первой мировой войны в чине капитана, был ранен и потравлен газами, с мая 1916 — командир батальона 17-го пехотного Галицкого полка в чине подполковника, в июне ранен, позднее произведён в чин полковника.
Кавалер множества наград за храбрость, Георгиевский кавалер
С 1918 года служил в Красной армии, преподавал тактику в учебных заведениях РККА, с 1920 — в Рязани.
В июне 1923 года женился на княжне Оболенской-Симоновой Александре Леонидовне.
В 1924 году проходил переподготовку в Высшем Военно-Педагогическом институте в Москве, с 1927 — преподавал в Саратове.
Весной 1931 года был арестован в Саратове, через несколько месяцев освобожден. Ушел в отставку, с 1932 года преподавал военное дело в Индустриальном институте в Москве, затем в Управлении трудовых резервов, в Институте иностранных языков. С 1946 года — секретарь своего пасынка депутата Верховного Совета Константина Михайловича Симонова.
В 1961 году скончался от рака.